# Georg Wilhelm von Raumer
Georg Wilhelm von Raumer (ur. 19 listopada 1800 w Berlinie, zm. 11 marca 1856 w Berlinie) – nestor nowoczesnej historiografii brandenburskiej, uważany za pierwszego historyka-archiwistę Marchii Brandenburskiej. Studiował prawo w Berlinie, Heidelbergu i Getyndze. Od 1833 radca stanu i wyższy radca urzędowy w Królewskim Pruskim Ministerstwie Dworu i w administracji archiwów, w 1843 mianowany dyrektorem pruskich archiwów państwowych. Współzałożyciel Stowarzyszenia Historii Marchii Brandenburskiej.
Ważniejsze prace:
- "Über die  älteste Geschichte und  Verfassung der  Kurmark" (1830)
- "Novus codex diplomaticus brandenburgensis" (1831–33)
- "Regesta historiae brandenburgensis" (1836)
- "Die Neumark Brandenburg im Jahre 1337 oder Markgraf Ludwig’s neumärkisches Landbuch, mit Erläuterungen der damaligen Verfassung und einer Charte." (1837)
- "Die  Insel  Wollin und das  Seebad  Misdroy" (1851)